# Brodogradilište Split
Brodogradilište Split ou BrodoSplit est une entreprise de construction navale croate basé à Split, en Croatie et fondée en 1922. L'État croate est actionnaire majoritaire de BrodoSplit. La société emploie 4 000 personnes.
Les navires Isabelle, MS Gabriella, Amorella, Piana (navire), MS Crown of Scandinavia, MS Viking Cinderella, Euroway (...) ont été bâtis dans ce chantier naval. Le chantier produit actuellement majoritairement des pétroliers.
Le chantier est également le constructeur du Flying Clipper, réplique modernisée du France II et plus grand voilier traditionnel actuel,.